# Plataforma Comunista
La Plataforma Comunista es una organización política marxista ortodoxa holandesa fundada en 2014. La Plataforma publica regularmente artículos sobre política actual y desarrollos históricos desde una perspectiva marxista. Además, la Plataforma organiza grupos de lectura y seminarios sobre diversos temas y produce traducciones al holandés de obras marxistas. Finalmente, la Plataforma participa en el movimiento obrero holandés, por ejemplo, publicando recomendaciones de votación para congresos y elecciones de liderazgo dentro del Partido Socialista Holandés (SP).

## Ideología
La Plataforma Comunista se etiqueta a sí misma como marxista. La plataforma ve al movimiento sindical holandés como un campo de batalla político donde se debe buscar un programa comunista dentro de las organizaciones de trabajadores existentes. Es por eso que los miembros de la Plataforma están activos en el SP, el sindicato, los movimientos de protesta y otras organizaciones laborales. La plataforma se enfoca principalmente en influir en el Partido Socialista a través de consejos de voto a sus miembros y simpatizantes para, por ejemplo, conferencias y elecciones de presidente y junta, y escribir y publicar artículos para intervenir en las discusiones del partido. Además, la plataforma ha elaborado un programa alternativo para el SP.
Este programa, llamado Una brújula para el SP, según la Plataforma Comunista, es un regreso a la "lucha fundamental contra el capitalismo" como se describe en programas anteriores del SP. Específicamente, el programa pide el establecimiento de una república democrática, milicias de trabajadores, un sistema legal electo y la nacionalización de la economía y la atención médica.
Ideológicamente, la Plataforma Comunista se inspira en los movimientos partidistas de los partidos marxistas de principios del siglo XIX. Karl Kautsky es un nombre que se cita a menudo dado su papel en el montaje del movimiento del partido SPD y su influencia en la Revolución de Octubre de Rusia. Kautsky es fuertemente criticado por la Plataforma Comunista por su papel posterior en el ala derecha del SPD y su giro hacia la socialdemocracia en oposición a su curso marxista anterior en su vida.
La democratización del movimiento obrero es una punta de lanza de la Plataforma Comunista. Ella lo ve como una condición previa para el fortalecimiento y la profundización del movimiento obrero y para una sociedad comunista exitosa. Parte de esto es el énfasis que la Plataforma Comunista pone en la importancia de la discusión y el debate. Se involucran en polémica con otras organizaciones de izquierda para promover el progreso ideológico como un movimiento en su conjunto a través de ideas enfrentadas.

## Historia y actividades
La Plataforma Comunista fue fundada en 2014. Desde entonces, ha organizado principalmente cursos de formación, ha publicado artículos de actualidad y educativos y ha emitido consejos de voto para los miembros del SP. Además, en junio de 2020, la Plataforma Comunista tomó la iniciativa de crear el Foro Marxista, un "ala marxista auténtica y democrática" en el Partido Socialista, según el sitio web. En el momento de redactar este informe, esta iniciativa tiene 252 inscripciones y organiza reuniones para miembros del SP durante las cuales se llevan a cabo discusiones sobre la dirección del SP. También se están redactando enmiendas para presentarlas en las convenciones de los partidos.
En octubre de 2020, cinco miembros del SP fueron expulsados por supuesta doble pertenencia a la Plataforma Comunista y / o al Foro Marxista, ambos caracterizados por la dirección del partido SP como partidos políticos. Esto incluyó al menos un jefe de departamento y algunos miembros de la junta de departamento de varios departamentos. En noviembre, un sexto miembro fue suspendido de la misma forma que los cinco miembros anteriores del SP.
En respuesta a las cancelaciones, se configuró SP contra la Caza de Brujas en noviembre de 2020. SP contra la Caza de Brujas es una campaña que pide la revocación de las expulsiones, dejar de caracterizar a la Plataforma Comunista y el Foro Marxista como un partido e introducir la ley de facciones en el SP. En el momento de redactar este informe, la convocatoria tiene 540 firmas.
El 16 de noviembre, las expulsiones de presuntos miembros de la Plataforma Comunista se convirtieron en noticia nacional por una transmisión de Nieuwsuur . En él, el secretario del partido del SP, Arnout Hoekstra, afirmó que los seis miembros del SP expulsados tenían planes de iniciar una guerra civil armada. Él basa esto en pasajes del programa de propuestas de la plataforma. Los miembros del SP expulsados argumentan que es una caza de brujas silenciar a los miembros críticos, especialmente en el contexto de un controvertido impulso gubernamental de la dirección del partido del SP. La comentarista política Nynke de Zoeten de Nieuwsuur sitúa las cancelaciones en el contexto de una cúpula partidaria que no ha descartado una coalición con el VVD, y contra la que ahora se pronuncian miembros críticos.
Un día después, la líder del partido del SP, Lilian Marijnissen, expresó su apoyo a las cancelaciones en televisión. Ella también utilizó el argumento de emprender una violenta guerra civil. La Plataforma Comunista niega estas acusaciones. Más tarde ese mismo día, el presidente en funciones de ROOD, la organización juvenil del SP, lo grabó en de Volkskrant para los miembros expulsados. Los pasajes del programa de la Plataforma fueron descritos por el presidente de la ROOD como "muy estúpidos", pero también "sacados de contexto" por la parte madre. También negó que las cancelaciones tuvieran algo que ver con estos pasajes, alegando que eran el resultado de luchas internas.
El 21 de noviembre, el directorio de ROOD publicó un artículo en el que se opuso a las declaraciones de Arnout Hoekstra. La junta de la ROOD argumentó que las declaraciones de Hoekstra sobre un supuesto golpe inminente en ROOD eran infundadas, ya que se referían solo a miembros activos que se habían postulado para las elecciones en un proceso democrático. Las declaraciones que acusan a los miembros del SP expulsados de llevar a cabo una guerra civil armada también calificaron de "infundada" a la administración de la ROOD.
El 22 de noviembre, Olaf Kemerink, uno de los miembros del SP expulsados, fue elegido presidente de la ROOD con el 75% de los votos, a pesar de su expulsión actual. En respuesta a esto, la junta del partido del SP le indicó a Nieuwsuur que pronto se pondrían en contacto con la junta de la ROOD, y que la decisión recaería en ellos sobre los posibles próximos pasos.

## Internacional
La Plataforma Comunista tiene vínculos internacionales con el Partido Comunista de Gran Bretaña (PCC). Este es un remanente del desintegrado Partido Comunista de Gran Bretaña. Miembros de la Plataforma Comunista visitaron, entre otros, la escuela de verano del CPGB (PCC).